# Rude (Samobor)
Rude is een plaats in de gemeente Samobor in de Kroatische provincie Zagreb. De plaats telt 1.141 inwoners (2001).